# Przemysław Zamojski
Przemysław Zamojski (født 16. december 1986) er en polsk basketballspiller som deltog i de olympiske lege 2020.